# Sadik Köksal

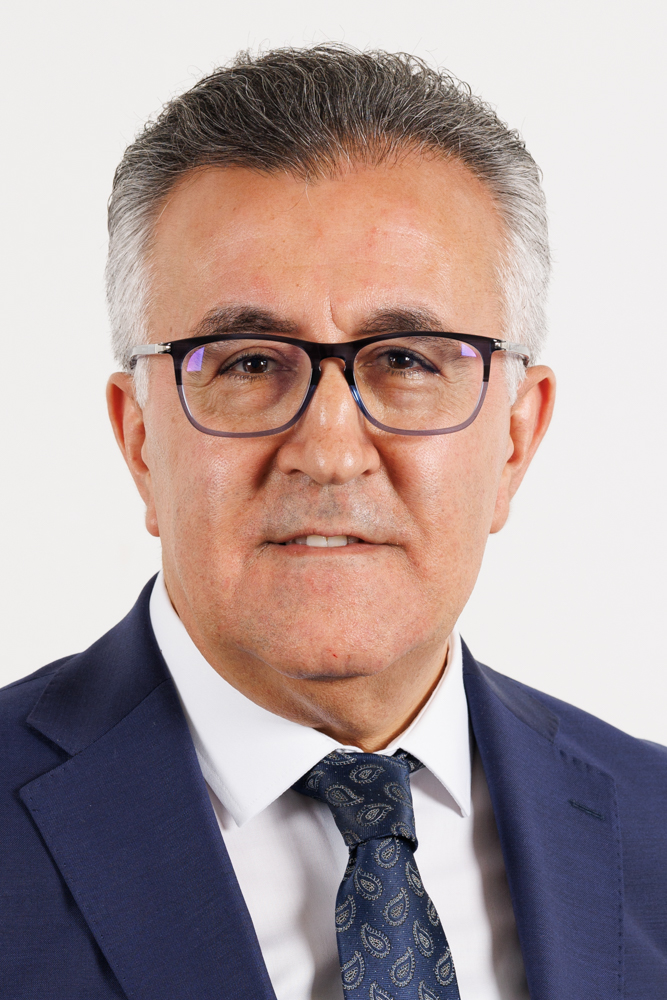
Sadik Köksal

Sadik Köksal (Emirdağ (Turkije), 10 juni 1968) is een Belgisch politicus voor de liberale partij MR, die voorheen actief was voor DéFI.

## Levensloop
Köksal is van Turkse afkomst. Hij groeide op in Marche-en-Famenne en vestigde zich na het behalen van zijn graduaat in toerisme aan de Brusselse hogeschool ISALT in Schaarbeek. Van 1994 tot 2007 werkte hij achtereenvolgens als grondsteward, dienstleider en waarnemend directeur bij de luchtvaartmaatschappij Turkish Airlines.
Voor de liberale MR werd Köksal in oktober 2006 verkozen tot gemeenteraadslid van Schaarbeek. In de legislatuur 2006-2012 was Köksal fractieleider in de gemeenteraad en van 2007 tot 2013 was hij voor de stad bestuurder en lid van het directiecomité bij de waterdistributiemaatschappij Vivaqua. Bij de gemeenteraadsverkiezingen van oktober 2012 besliste Köksal op te komen voor de Lijst van de Burgemeester en niet voor de lokale MR-lijst, met als gevolg dat hij uit de partij werd gezet. Na deze verkiezingen was hij van december 2012 tot oktober 2020 schepen van Schaarbeek. Tot eind 2018 was Köksal bevoegd voor Openbare Netheid, Franse Cultuur en Bibliotheken, nadien behoorden Bevolking, Erediensten, Burgerlijke Stand en Internationale Betrekkingen tot zijn opdrachten. Na zijn ontslag als schepen nam hij weer zitting als gemeenteraadslid.
Bij de Brusselse gewestverkiezingen van mei 2019 stond Köksal op de negende plaats van de DéFI-lijst, naar eigen zeggen als onafhankelijk liberaal. Hij werd niet verkozen, maar werd in juli 2019 alsnog lid van het Brussels Hoofdstedelijk Parlement als opvolger van Cécile Jodogne, die ontslag had genomen om de functie van waarnemend burgemeester van Schaarbeek op te nemen. Hij werd er tot 2021 lid van de commissie Territoriale Ontwikkeling, tot 2023 vicevoorzitter van de commissie Binnenlandse Zaken en zetelde daarna van 2023 tot 2024 in de commissie Mobiliteit. Van september 2021 tot juni 2024 zetelde Köksal tevens in het Parlement van de Franse Gemeenschap.
In juni 2023 verliet Köksal DéFI en werd hij opnieuw politiek actief voor de MR, naar eigen zeggen omdat DéFI onvoldoende luisterde naar de bezorgdheden van de burgers rond het mobiliteitsplan Good Move. Voor de partij werd hij in juni 2024 herkozen in het Brussels Parlement. Nadien ging hij weer zetelen in de commissies Territoriale Ontwikkeling en Binnenlandse Zaken.